# Нойнкірхен-Зельшайд
Нойнкірхен-Зельшайд (нім. Neunkirchen-Seelscheid) — громада в Німеччині, знаходиться в землі Північний Рейн-Вестфалія. Підпорядковується адміністративному округу Кельн. Входить до складу району Райн-Зіг.
Площа — 50,64 км2. Населення становить 19 698 ос. (станом на 31 грудня 2020).

## Демографія
Динаміка населення громади:
- 1998-–-19.515
- 1999-–-19.874
- 2000-–-20.079
- 2001-–-20.328
- 2002-–-20.674
- 2003-–-20.898
- 2004-–-21.020
- 2005-–-21.000